# Минамото-но Ёритомо
Минамо́то-но Ёрито́мо (яп. 源 頼朝, 9 мая 1147 — 9 февраля 1199) — основатель сёгуната Камакура и первый его правитель (в 1192—1199).
Минамото-но Ёритомо родился в Хэйан-кё, тогдашней столице Японии, известной сегодня как Киото. Он был третьим сыном Минамото-но Ёситомо, главы рода Минамото, и его старшей жены, дочери Фудзивары-но Суэнори из рода Фудзивара.
Начиная с IX века, в Японии большая власть сосредоточилась в руках семьи Фудзивара, регентов при императорах. Однако, когда в семье Фудзивара не стало больше дочерей — традиционных невест для императоров, какое-то время Японией правили отстранённые ранее от власти императоры. Затем на короткое время выдвинулся род Тайра, но свергнутый им соперник — клан Минамото — объединился во главе с Минамото-но Ёритомо и захватил власть. Ёритомо взял себе титул «сэйи-тайсёгун», который означал «карающий варваров великий генерал». С 1192 года вся власть сосредоточилась в его руках. Минамото основал своё военное правительство в Камакуре, по названию которой получил имя его сёгунат. Умелый организатор, Минамото-но Ёритомо позволял другим командовать в сражениях и убивать за него его соперников.

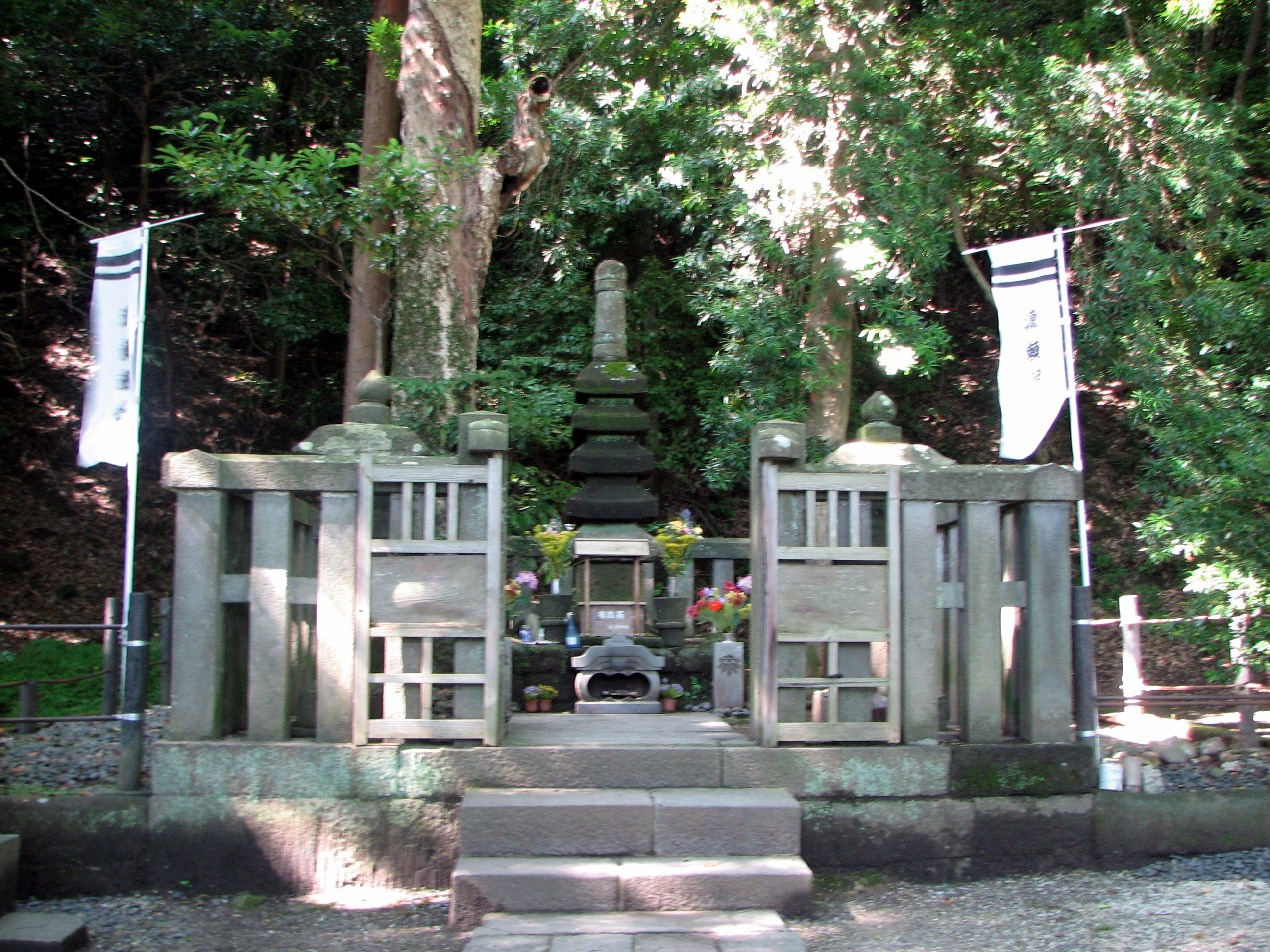
Могила Минамото-но Ёритомо в Камакуре

Сыновья Ёритомо — Минамото-но Ёрииэ и Минамото-но Санэтомо — также стали сёгунами. Однако, фактическим правителем стала его вдова Ходзё но Масако, по прозвищу «монахиня-сёгун», привёдшая ко власти клан регентов Ходзё.

## В искусстве
- «Портрет Минамото-но Ёритомо» — эталонное произведение японского портретного искусства.
- В спектакле Кабуки, когда Ёритомо решает жениться на Масако, влюблённая в Ёритомо дочь полководца Ито но Сукэтики (яп. 伊東祐親 ито: но сукэтика) по имени Тацу-химэ от горя сочиняет известную песню Куроками[1].